# Шлосберг, Лев Маркович
Лев Ма́ркович Шло́сберг (род. 30 июля 1963, Псков) — российский общественный и политический деятель, правозащитник, журналист. Председатель Псковского регионального отделения партии «Яблоко» (1996—2023). Член федерального Политического комитета и заместитель председателя партии «Яблоко». Депутат Псковского областного Собрания депутатов (2011—2015, 2016—2021).
В декабре 2015 года и 2019 года баллотировался на пост председателя партии «Яблоко», прошёл в первом случае во второй тур голосования, где уступил Эмилии Слабуновой.
Получил известность благодаря своему выступлению на заседании Псковского областного Собрания депутатов при рассмотрении поддержки «Закона Димы Яковлева» (видео выступления набрало более 160 тыс. просмотров на YouTube), а также после публикации в августе 2014 года сведений о гибели двух военнослужащих-контрактников 76-й гвардейской десантно-штурмовой дивизии ВС РФ в войне в Донбассе.
Еженедельно ведёт стримы на канале «ГражданинЪ TV» в YouTube.

## Биография

### Происхождение
Родился 30 июля 1963 года в городе Пскове в еврейской семье учителей. Окончил среднюю школу № 8 города Пскова.

### Образование
В 1980 году поступил на исторический факультет Псковского государственного педагогического института им. С. М. Кирова. Успешно окончил его в 1985 году, защитив дипломную работу на тему «Оборонные сооружения Пскова в XVII — начале XVIII вв. по материалам Разрядного приказа, изображениям и другим источникам» (научный руководитель Инга Константиновна Лабутина).
В 1998 году окончил федеральный класс Московской школы политических исследований. Обладатель сертификата «Школы демократии» Совета Европы.

### Трудовая деятельность
Сразу после окончания института начал работать воспитателем и учителем в Себежском специальном профтехучилище № 1 Псковской области (для старших юношей-правонарушителей). Однако работу пришлось прервать в связи с призывом в Советскую Армию. В 1985—1987 годах служил в ракетных войсках сухопутных войск (гарнизон Вазиани Краснознамённого Закавказского военного округа). После завершения срочной службы продолжил работу в Себежском специальном профтехучилище (1987—1990).
С 1990 года — учредитель и (до января 2015 года) директор Центра социального проектирования «Возрождение». В 1991 году Л. М. Шлосбергу присвоено звание «Социальный инноватор СССР». Он является автором проекта негосударственного высшего учебного заведения Псковского Вольного института, учреждённого им в 1992 году; в 1992—1998 годах был членом Совета попечителей и Консультативного учёного совета этого заведения. С 1993 года — организатор и первый руководитель Псковской городской службы психологической помощи по телефону (Телефона доверия).
С 1996 года — председатель Псковского регионального отделения Объединения «Яблоко».
В 1998—2000 годах — председатель Общественной палаты города Пскова.
С июня 2000 года по декабрь 2003 года — помощник депутата, председателя комитета Государственной Думы РФ по образованию и науке А. В. Шишлова по работе в Псковской области.
С апреля 2001 года был издателем (до февраля 2015 года), директором и главным редактором (до ноября 2013 года) региональной общественной газеты «Псковская губерния».
В 2011 году избран депутатом Псковского областного собрания депутатов, но в 2015 году был лишён депутатских полномочий. В 2016 году вновь был избран депутатом Псковского областного собрания депутатов.
С 2021 года — общественный помощник депутата Псковского областного Собрания от «Яблока» Артура Марковича Гайдука.

### Задержание на акции протеста 23 января 2021 года
23 января 2021 года в Пскове прошла крупнейшая с декабря 2011 года политическая акция протеста, часть общероссийских протестов в поддержку Алексея Навального. Люди собрались около памятника княгине Ольге на Октябрьской площади и затем прошли по улицам города.
Лев Шлосберг предложил протестующим пройти до реки Псковы, т. н. гайд-парка, — единственного в Пскове места, где жители могут собираться без уведомления властей. Но туда людей не пропускала полиция, блокировав все спуски к площадке.
Политик обратился к старшему офицеру полиции в звании полковника и попросил пропустить граждан на территорию гайд-парка. Офицер, не представившись, сообщил, что услышал мнение депутата, но через 3 минуты людей из гайд-парк стали вытеснять.
Через четверть часа Лев Шлосберг был задержан сотрудниками полиции рядом с гайд-парком, на углу улиц Гоголя и Воровского. Полицейские не представились, причин своих действий не объяснили. Среди участников задержания был начальник УМВД по городу Пскову полковник Сергей Сурин.
Шлосберга доставили в Завеличенский отдел полиции, куда были доставлены 17 человек, в том числе его коллега волостной депутат от «Яблока» Николай Кузьмин. В отношение Шлосберга было возбуждено административное дело по части 5 статьи 20.2 (участие в несогласованном публичном мероприятии). Больше никому данная статья из задержанных не применялась.
26 января утром статью переквалифицировали на часть 2 статьи 20.2 (организация несогласованного публичного мероприятия). В тот же день состоялся суд, где судья Сергей Падучих признал Шлосберга виновным в организации несогласованного публичного мероприятия и назначил выплату штрафа 20 тыс. рублей.

### Внесение в реестр иностранных агентов
16 июня 2023 года Министерством юстиции России внесён в список физических лиц «иностранных агентов». По утверждению Минюста, «Шлосберг выступал против специальной военной операции на Украине, принимал участие в создании и распространении для неограниченного круга лиц информационных материалов иностранных агентов, распространял недостоверную информацию о принимаемых органами публичной власти РФ решениях и проводимой ими политике».
В феврале 2024 года Шлосберг получил два штрафа по 30 тысяч рублей за неисполнение обязанностей «иноагента». Тогда же его оштрафовали за упоминание некоторой террористической организации[прояснить] без указания на то, что власти РФ считают её террористической. В июле 2024 года он получил штраф за «дискредитацию» армии — из-за репоста видеообращения Арнольда Шварценеггера, вышедшего в марте 2022 года.
2 октября 2024 года прошли обыски у Льва Шлосберга и его 95-летнего отца Марка Наумовича, связанные с уголовным делом по второй части статьи 330.1 УК РФ об уклонении от исполнения обязанностей иноагента из-за публикации видео без соответствующей маркировки. Шлосберг заявил, что состав преступления в его действиях отсутствует, и хотя он считает законодательство об «иностранных агентах» неправовым и требует его отмены, он «пунктуально выполняет все предусмотренные этим репрессивным законом ограничения». 23 ноября 2024 года задержан в аэропорту Пскова. В январе 2025 года по решению следствия, Шлосбергу была назначена подписка о невыезде.

### Уголовное дело
10 июня 2025 года пресс-служба партии «Яблоко» сообщила, что Следственный комитет возбудил против Шлосберга уголовное дело о повторной дискредитации армии (ч. 1 ст. 280.3). Политику грозит до пяти лет лишения свободы. В партии уточнили, что Шлосбергу уже официально предъявлено обвинение.

## Политическая и общественная деятельность
В июне 1994 года вступил в Псковское областное общественно-политическое объединение «Яблоко», с января 1995 года — член общероссийского общественно-политического Объединения «Яблоко» (в настоящее время — Российская объединённая демократическая партия «Яблоко») и связал с ним свою политическую карьеру.

### Деятельность в партии «Яблоко»
В 1996—2023 годах — председатель Псковского регионального отделения Объединения «Яблоко».
В 1996 и 2000 годах был доверенным лицом кандидата на должность Президента РФ Г. А. Явлинского.
С 2008 года — член Федерального Бюро РОДП «Яблоко»; с 2015 года — член Федерального Политического комитета партии, с 2023 года — заместитель председателя партии.
Начиная с 2016 года как председатель регионального отделения партии «Яблоко» осуществлял регулярный публичный фандрайзинг на деятельность отделения, в том числе на работу организации и ведение избирательных кампаний.

### Общественная жизнь
В 2003 году был слушателем Просветительского центра Московской школы политических исследований.
В 2006—2007 годах — сопредседатель Круглого стола некоммерческих организаций Псковской области.
В 2007 году стал заместителем председателя, членом президиума Псковского областного отделения Всероссийского общества охраны памятников истории и культуры, а с 2008 года — член Общественного совета по культурному наследию Псковской области.

### Участие в выборах
Начиная с середины 1990-х годов постоянно участвует в различных выборах, как на региональном, так и на федеральном уровнях. Так, баллотировался в Госдуму по спискам «Яблока» на всех выборах, начиная с 1995 года, в том числе в 2016 году в федеральной части списка под номером 4; в 2003 и 2016 годах участвовал также в выборах в Госдуму как кандидат по одномандатному округу, включающему в себя всю Псковскую область — набрав в первом случае 1,93 % голосов, во втором 5,92 %.
На выборах депутатов Псковского областного собрания третьего созыва (и первых, проведённых по смешанной системе), прошедших 31 марта 2002 года, возглавил список партии, набравший 2,16 %, что не позволило преодолеть избирательный барьер. На повторных выборах депутата по 6 одномандатному округу 29 сентября того же года занял третье место, получив 16,33 % голосов. Голосование было признано несостоявшимся по причине низкой явки; 14 марта 2004 года на новых повторных выборах Шлосберг выдвинулся по тому же округу и занял второе место с 23,15 % голосов.
На очередных областных выборах, прошедших 11 марта 2007 года, вновь баллотировался по одномандатному округу (партия, выдвинув список, отозвала его из-за массового давления на кандидатов со стороны работодателей), занял 2 место с 20,95 % голосов.

### Избрание депутатом и деятельность вПсковском областном собрании
| Региональный лидер | Региональный лидер   | Партия        | Выиграно мест | Получено голосов | %       |
| ------------------ | -------------------- | ------------- | ------------- | ---------------- | ------- |
|                    | Елена Бибикова       | Единая Россия | 26            | 113 559          | 37,41 % |
|                    | Анатолий Копосов     | КПРФ          | 9             | 75 192           | 24.77 % |
|                    | Михаил Брячак        | СР            | 4             | 45 596           | 15,02 % |
|                    | Владимир Жириновский | ЛДПР          | 3             | 43 003           | 14,17 % |
|                    | Лев Шлосберг         | Яблоко        | 1             | 20 387           | 6,72 %  |

Впервые стал депутатом Псковского областного собрания депутатов в 2011 году, возглавив список «Яблока» и получив единственный мандат, доставшийся партии, которая набрала 6,72 % голосов (вновь баллотируясь в одномандатном округе, Шлосберг получил 16,79 %, заняв 3 место). Одновременно, с декабря 2011 года по 24 сентября 2015 года был депутатом Псковского областного Собрания депутатов, заместителем председателя комитета по законодательству, экономической политике и местному самоуправлению, членом постоянной комиссии по противодействию коррупции.
В декабре 2012 года выступил на заседании Псковского областного Собрания депутатов при рассмотрении поддержки так называемого закона Димы Яковлева. Видео выступления просмотрели почти 150 тыс. пользователей видеохостинга Youtube.

### Лишение депутатских полномочий
24 сентября 2015 года на заседании Псковского областного собрания депутатов (далее — облсобрание, ПОСД) Лев Шлосберг был лишён депутатских полномочий большинством голосов коллег. «За» проголосовал 41 депутат, «против» — три. Указываемая причина — представительство в суде, что по закону недопустимо для депутата (кроме случаев законного представительства).
Как отмечал (в письме от 15 сентября на имя председателя облсобрания Александра Котова) прокурор области Сергей Белов, Шлосберг участвовал в судебных разбирательствах по оспариванию включения АНО Центр социального проектирования «Возрождение» в реестр «иностранных агентов» как представитель этой АНО. При этом Шлосберг осуществлял деятельность в облсобрании на профессиональной постоянной основе, что, согласно федеральному закону «Об общих принципах организации законодательных (представительных) и исполнительных органов государственной власти субъектов Российской Федерации», накладывает ограничения на возможность участия в судебных разбирательствах. Прокурор посчитал, что Шлосберг не являлся законным представителем АНО и таким образом нарушил указанную норму; Шлосберг, основатель и учредитель этой АНО, оспаривает это, ссылаясь в том числе на получение доверенности от её нынешнего директора. Также, со слов Шлосберга, Псковский городской суд счёл его представительство законным, зная, что он депутат облсобрания, работающий на постоянной основе, однако вышестоящая инстанция — областной суд — при рассмотрении апелляции, поданной центром «Возрождение», не допустила депутата к процессу в качестве представителя интересов этой организации. 16 сентября решением Совета Собрания вопрос о нарушении Шлосбергом законодательства был включён в повестку заседания (45-й сессии ПОСД пятого созыва), назначенного на 24 сентября. 17 сентября Комиссия по контролю за достоверностью сведений о доходах, об имуществе и обязательствах имущественного характера, представляемых депутатами областного Собрания пришла к заключению, что Шлосберг «нарушил ограничения и запреты, установленные актами Российской Федерации». 18 сентября проект постановления о досрочном прекращении полномочий Шлосберга, подписанный шестью членами ПОСД, был направлен для рассмотрения. 23 сентября двенадцать депутатов Законодательного собрания Санкт-Петербурга направили письмо депутатам ПОСД, в котором обратили внимание, что федеральный закон не предусматривает досрочное прекращение депутатских полномочий за нарушение ограничений на участие в судебных разбирательствах, а закон Псковской области и его толкования не могут противоречить федеральному законодательству (согласно Конституции РФ).
Сам Шлосберг заявил (общаясь с журналистами 24 сентября 2015 года после озвучивания решения ПОСД), что юридических причин для лишения его мандата нет; он считает решение, принятое ПОСД, чисто политическим и намерен обжаловать его в суде. Также он утверждает, что на депутатов облсобрания оказывалось давление. Незадолго до заседания ПОСД Лев Шлосберг (в обращении к гражданам, опубликованном в издании «Псковская губерния») заявил: «Политическим заказчиком лишения меня мандата являются губернатор Псковской области Андрей Турчак и его группа. Я очень сильно надоел этим людям: своей работой в Собрании, депутатскими запросами, борьбой с коррупцией, контролем за расходованием бюджетных денег, вмешательством в дела, которые они хотели бы никогда не выводить в общество».
28 сентября 2015 года Шлосберг подал исковое заявление в Псковский городской суд, требуя признать постановление ПОСД о досрочном прекращении его полномочий незаконным. 21 октября 2015 года Шлосберг сообщил в Facebook’е, что Псковский городской суд отказал ему в исковых требованиях, а мотивированное решение будет изготовлено в течение пяти дней. Политик планирует обжаловать это судебное решение в апелляционном порядке.
5 октября 2015 года было сообщено, что вакантное (после лишения Шлосберга полномочий) место единственного представителя «Яблока» в ПОСД займёт Любовь Жильцова.
Вновь получил мандат спустя пять лет на новых выборах, когда 6,09 % голосов хватило «Яблоку» снова на 1 депутатское место в собрании — оно досталось Шлосбергу, возглавлявшему список.

### Второй депутатский срок
В сентябре 2016 года по итогам выборов Л. М. Шлосберг вновь стал депутатом Псковского областного собрания депутатов (VI созыва) по списку партии «Яблоко». В январе 2017 года Псковский городской суд принял решение о ликвидации Центра социального проектирования «Возрождение», учредителем и директором которого долгое время являлся Шлосберг. Решение о ликвидации было принято по иску Министерства юстиции Российской Федерации. На момент принятия судебного решения о ликвидации Шлосберг уже не был директором «Возрождения».
В мае 2019 года Лев Шлосберг представил в Псковском областном собрании три законопроекта о наказании депутатов за неуважение к гражданам. Ни один из них не был поддержан его коллегами.
С октября 2019 года Лев Шлосберг выступает за сохранение псковского стадиона «Электрон» и охраняемой территории вокруг.
В период эпидемии коронавируса Лев Шлосберг многократно выступал по вопросам недостаточности проводимых властями Псковской области противоэпидемических мер и, кроме прочего, обвинил областные власти в искусственном занижении статистики смертности от этого заболевания.
В сентябре 2020 года Шлосберг выступил в поддержку руководителя карельского отделения общества «Мемориал» Юрия Дмитриева, чьё дело он считает сфабрикованным.
В октябре 2020 Лев Шлосберг протестовал против поездки официальной делегации Псковской области в Беларусь, считая этот визит формой поддержки легитимности президентства Лукашенко; ранее Шлосберг стал одним из российских региональных парламентариев, публично заявивших о своём непризнании объявленных итогов выборов президента Беларуси.

### Отказ в регистрации на выборах губернатора Псковской области
В 2014 году не был зарегистрирован кандидатом на выборах губернатора Псковской области, не сумев выполнить требования системы муниципального фильтра по сбору подписей муниципальных депутатов в поддержку своего выдвижения. Шлосберг собрал лишь 149 из 157 требуемых подписей, доступ к остальным был заблаговременно заблокирован кандидатами-«спойлерами», сбор подписей за которых осуществлялся централизованно областной властью (муниципальный депутат может оставить подпись лишь один раз за одного кандидата, а количество депутатов ограничено).

### Участие в выборах на пост председателя партии
19-20 декабря 2015 года на съезде партии «Яблоко» Лев Шлосберг баллотировался на пост её председателя, получил в первом туре голосования 38 голосов и выйдя во второй тур. Во втором туре 91 голосом против 56 делегаты избрали поддержанную лидером партии Григорием Явлинским и действовавшим на тот момент председателем Сергеем Митрохиным Эмилию Слабунову. В предшествовавших внутрипартийным выборам консультациях Лев Шлосберг высказывался за создание «широкой демократической коалиции» на основе «Яблока» во время избирательной кампании в Государственную Думу в 2016 году. Был выбран для переговоров с демократическими партиями о взаимодействии на выборах и разграничении избирательных округов.
Вновь баллотировался на пост председателя партии на съезде 14-15 декабря 2019 года. Получил в первом туре 40 голосов и не прошёл во второй — победитель голосования Николай Рыбаков набрал квалифицированное большинство с первой попытки, набрав 69 голосов.

### Участие в выборах в Государственную думу и Псковское областное собрание в 2021 году
3 августа 2021 года избирательная комиссия Псковской области отказала Льву Шлосбергу в регистрации на выборы в Псковское областное собрание из-за его участия в митинге в поддержку Алексея Навального. Но на следующий день Шлосберга всё же зарегистрировали на том основании, что решение о запрете и ликвидации организации «Фонд борьбы с коррупцией» ещё не вступило в законную силу.
9 августа 2021 года Московский городской суд отменил регистрацию Шлосберга в качестве кандидата на выборах в Госдуму по Ховринскому одномандатному избирательному округу в Москве по иску его конкурента Андрея Пангаева, обвинившего Шлосберга в причастности к деятельности ФБК. 23 августа Первый апелляционный суд общей юрисдикции в Москве отклонил жалобу Шлосберга и признал законным решение о снятии его с выборов в Госдуму. 26 августа ЦИК исключил Шлосберга из федерального списка партии «Яблоко».
В сентябре 2021 года Верховный суд России отклонил жалобу Шлосберга на его снятие с выборов в Госдуму по одномандатному округу в Москве. Поводом для этого стал административный штраф из-за акции 23 января, которую расценивают как подтверждение причастности к экстремистской деятельности.

### Война в Украине
В ходе российского вторжения на Украину выступал за прекращение боевых действий. Критиковал российских политиков-эмигрантов, отказывая им в праве представлять россиян. Саму войну позиционировал как борьбу не за Украину, а за новое мировое политическое устройство. Также отметился резонансными выступлениями:
- в августе 2024 г. в социальных сетях критиковал эмигрировавшую часть российской оппозиции, которая по версии Шлосберга с энтузиазмом восприняла вторжение ВСУ на территорию Курской области и надеются вернуться в Россию за броней чужих танков. По его словам, ответственная оппозиция противостоит власти, но не народу, политическому классу, но не обществу своей страны.[57].
- в ноябре 2024 г. в интервью Ксении Собчак заявил о том, что подвергшаяся нападению России Украина не может считаться жертвой, поскольку продолжает сопротивляться. На фоне негативной реакции на его интервью обвинил в извращении своих слов и в организации информационной атаки на себя журналистов Сергея Пархоменко, Александра Плющева и Татьяну Фельгенгауэр, которых «вычеркнул из профессии», а также выступил в поддержку Ксении Собчак и отрицая её связи с российской властью.

## Журналистская деятельность

### Издание газеты «Псковская губерния»
Лев Шлосберг известен как журналист и издатель. С апреля 2001 года он был издателем, директором (до февраля 2015 года) и главным редактором (до ноября 2013 года) региональной общественной газеты «Псковская губерния». За цикл публикаций о гибели псковских десантников под чеченским селом Улус-Керт 29 февраля — 1 марта 2000 года стал лауреатом премии Союза журналистов России «Золотое перо России» за 2010 год. С 2004 года — генеральный директор Северо-западного регионального центра публичной политики (Псков). В 2011 году за статью «Главное — достроить дом?» о судьбе останков 75 тысяч советских военнопленных, захороненных на территории концентрационного лагеря «Шталаг-372» в 1941—1944 гг., стал лауреатом всероссийского конкурса журналистов «Золотой гонг» — 2011 в специальной номинации «Известный солдат».

### Расследование гибели российских солдат в 2014 году
25 августа 2014 года газета «Псковская губерния» (директором которой на тот момент являлся Лев Шлосберг) первой опубликовала информацию о закрытых похоронах в Выбутах (под Псковом) военнослужащих-контрактников 76-й гвардейской десантно-штурмовой дивизии Леонида Кичаткина и Александра Осипова, погибших на минувшей неделе «при невыясненных обстоятельствах». В издании была высказана версия о том, что погибшие могли принимать прямое участие в вооружённом конфликте на востоке Украины на стороне противников украинских властей, где и были убиты.
Журналисты, занимавшиеся этим делом, получали угрозы и подверглись нападению возле кладбища. А 29 августа 2014 года на Льва Шлосберга, возвращавшегося домой из офиса, напали со спины трое неизвестных. Его избили тупыми предметами, нанося удары по голове и животу. Шлосберг был госпитализирован, у него были диагностированы черепно-мозговая травма, временная амнезия, перелом носа и множественные гематомы лица.
Сам Шлосберг, как и лидер партии «Яблоко» Сергей Митрохин, напрямую связывают избиение с публикацией информации о похоронах российских десантников, а также с грядущими губернаторскими выборами в регионе, где Лев Шлосберг намеревался участвовать. По словам пресс-секретаря Григория Явлинского Игоря Яковлева, псковская полиция отпустила троих человек, задержанных по подозрению в нападении.
16 сентября 2014 года Лев Шлосберг направил депутатский запрос в Главную военную прокуратуру России Сергею Фридинскому с просьбой о расследовании гибели десантников 76-й гвардейской десантно-штурмовой дивизии, поиске виновных в их гибели и привлечении к уголовной ответственности. 2 октября 2014 года, впервые после нападения, принял участие в заседании Псковского областного Собрания депутатов.

## Звания и награды
- Звание «Социальный инноватор СССР» Фонда социальных изобретений (1991)[7].
- Юбилейная медаль в честь 1100-летия первого упоминания г. Пскова в летописи (2003)[7].
- Высшая профессиональная награда Союза журналистов России «Золотое перо России» (2010)[58][65].
- Премия Всероссийской журналистской ассоциации «АРС-Пресс» «Золотой гонг» (2011)[58][66].
- Премия Московской Хельсинкской группы «За мужество, проявленное в защите прав человека» (2014)[67].
- «Политик года» по версии читателей газеты «Ведомости» (2015)[68].
- Премия Бориса Немцова «За необычайное мужество в борьбе за демократические ценности и права человека и за свободную Россию» (2016)[69].
- Лауреат премии Гилеля Сторча 2023, первый россиянин, получивший премию (2023)

## Личная жизнь
Родители Льва Шлосберга (Марк Наумович и Бронислава Евсеевна) родились, познакомились и поженились в Пскове. Девичья фамилия матери — Беркал. Прадед Шлосберга по материнской линии Лейб-Вульф Янкелевич Беркал был кантором синагоги в Динабурге (современный Даугавпилс). Со слов самого Шлосберга, его дед Евсей Беркал участвовал в Первой мировой войне, был ранен и награждён Георгиевским крестом. Ещё один дед (по линии отца), Наум Шлосберг, псковский фотограф, принимал участие в Великой Отечественной войне и погиб вблизи Харькова в 1943 году.
Жена — Жанна Антоновна Шлосберг (Козлович), врач-кардиолог Псковской городской больницы.
Лев Шлосберг называет себя нерелигиозным, светским человеком, не принадлежащим ни к какой из конфессий, противником клерикализации государства, но при этом не считает себя атеистом.

## Книги, публикации
Опубликовал более 200 научных, популярных и публицистических статей в российских и зарубежных изданиях.
Автор и редактор книг:
- «Високосный политический год в Псковской области: октябрь 1995 — ноябрь 1996 гг.» (автор В. Вагин, 1998)
- «Бюджет, который можно понять и на который можно влиять. Псков» (1999)
- «Правовые и бухгалтерские аспекты деятельности некоммерческих организаций: псковский опыт» (2000)
- «Псковская область на рубеже веков. Общество. Власть. Политика» (2002)
- «Благотворительность в современной России. Законодательство. Методология. Практика» (2003)
- «Порог Европы. Влияние европейского трансграничного и приграничного сотрудничества на региональное экономическое развитие Псковской области» (2003)
- «Моделирование еврорегиона для Псковской области» (2004)
- «Влияние политических систем на международное сотрудничество» (2005)
- «Псковская губерния». Избранные страницы (2005)
- «Политический процесс в Псковской области в 2002—2005 гг. Общество. Власть. Политика» (2006)
- «Центробежное управление» (2006)
- «Псковская парламентская журналистика» (2007)
- Коллектив авторов. Псковская губерния. Савва Ямщиков / Под ред. Л. М. Шлосберга. — Псков: Центр социального проектирования «Возрождение», 2010. — 432 с. — 2000 экз.
- Коллектив авторов. «Россия и Украина. Дни затмения». Сборник статей газеты «Псковская губерния» / Под ред. Д. Н. Камалягина, А. В. Семёнова, Л. М. Шлосберга. — Псков - Москва, 2018. — 621 с. — 1500 экз.